# Немце
Немце (пол. Niemce) — село в Польщі, у гміні Нємце Люблінського повіту Люблінського воєводства.
Населення — 3744 особи (2011).

## Демографія
Демографічна структура станом на 31 березня 2011 року:
|          | Загалом | Допрацездатний вік | Працездатний вік | Постпрацездатний вік |
| -------- | ------- | ------------------ | ---------------- | -------------------- |
| Чоловіки | 1820    | 360                | 1321             | 139                  |
| Жінки    | 1924    | 394                | 1215             | 315                  |
| Разом    | 3744    | 754                | 2536             | 454                  |